# Punch-Drunk Love
Punch-Drunk Love ist eine US-amerikanische romantische Tragikomödie aus dem Jahr 2002. Die Regie führte Paul Thomas Anderson, der auch das Drehbuch schrieb. Die Hauptrollen spielten Adam Sandler und Emily Watson.

## Handlung
Der Jungunternehmer Barry Egan wird in der Arbeit durch die häufigen Anrufe seiner sieben Schwestern gestört. Als er zum Familientreffen bei einer der Schwestern eingeladen wird, rastet er aus und zertrümmert einige Terrassenscheiben.
Am Abend will er sich durch Telefonsex entspannen. Er gibt einer entsprechenden Agentur seine Telefonnummer und seine Kreditkartennummer. Bald wird er von einer Frau zurückgerufen. Am nächsten Morgen ruft die Frau erneut an und verlangt zusätzliches Geld von Egan. Als er ablehnt, droht sie, seine Freundin anzurufen. Ihr Chef schickt ihm vier Brüder hinterher, um aus ihm das Geld herauszuprügeln.
Egan entdeckt, dass man beim Kauf eines bestimmten Puddings eine unverhältnismäßig große Menge an Flugmeilen gutgeschrieben bekommt. Er kauft daher für ca. 3.000 US-Dollar ganze Paletten von diesem Pudding.
Egan lernt Lena Leonard, eine Angestellte einer seiner Schwestern, kennen. Als Lena geschäftlich nach Hawaii fliegt, folgt Barry ihr, und sie verbringen eine gemeinsame Nacht. Nach einem von den Gangstern verursachten Unfall verlässt er Lenas Krankenbett und begibt sich nach Utah, um den Besitzer der Telefonsex-Hotline zur Rede zu stellen. Dann kehrt er zurück und versöhnt sich mit Lena.

## Kritiken
„Bittersüße Liebesgeschichte, die vom Triumph der Intimität über die Anonymität der Moderne erzählt und trotz einiger inszenatorischer Mängel dank des bezaubernden Spiels der beiden Hauptdarsteller anspricht.“

James Berardinelli schrieb auf ReelViews, der Film sei eine unkonventionelle romantische Komödie. Es gebe zu wenige Szenen mit der „talentierten“ Emily Watson.
Roger Ebert schrieb in der Chicago Sun-Times vom 18. Oktober 2002, man könne den Film als eine Kritik der anderen Komödien mit Adam Sandler verstehen. Er zeige einen zerstörten Mann, der unter der dominanten Haltung seiner Schwestern leide und mit dem nicht zu spaßen sei. Ebert fragte, ob Sandler künftig weitere solche tiefgründige Filme machen könne.

## Auszeichnungen
Adam Sandler wurde im Jahr 2003 für den Golden Globe Award nominiert.
Der Film als Beste Komödie, Adam Sandler und Philip Seymour Hoffman wurden 2003 für den Golden Satellite Award nominiert. Adam Sandler und Emily Watson wurden 2003 für den MTV Movie Award nominiert.
Luis Guzmán gewann im Jahr 2003 den Imagen Foundation Award. Adam Sandler und Paul Thomas Anderson gewannen 2002 je einen Preis des Gijón International Film Festival. Paul Thomas Anderson und der Film als Bester Film gewannen 2003 den Central Ohio Film Critics Award.
Paul Thomas Anderson wurde außerdem 2002 für die Goldene Palme nominiert und gewann einen Preis der Internationalen Filmfestspiele von Cannes 2002 für die Beste Regie.
Der Film gewann 3 Chlotrudis-Awards-Publikumspreise als Bester Film, für die Beste Regie und Adam Sandler als Bester Hauptdarsteller.

## Hintergründe
Die Produktionskosten betrugen ca. 25 Millionen US-Dollar. Das Einspielergebnis in den Kinos der USA betrug ca. 17 Millionen US-Dollar.
Das Handlungselement der gutgeschriebenen Flugmeilen durch den Erwerb großer Mengen von Pudding beruht auf einer wahren Begebenheit.
Punch Drunk Love ist ein rumhaltiger Cocktail.